# Nicola Vicentino

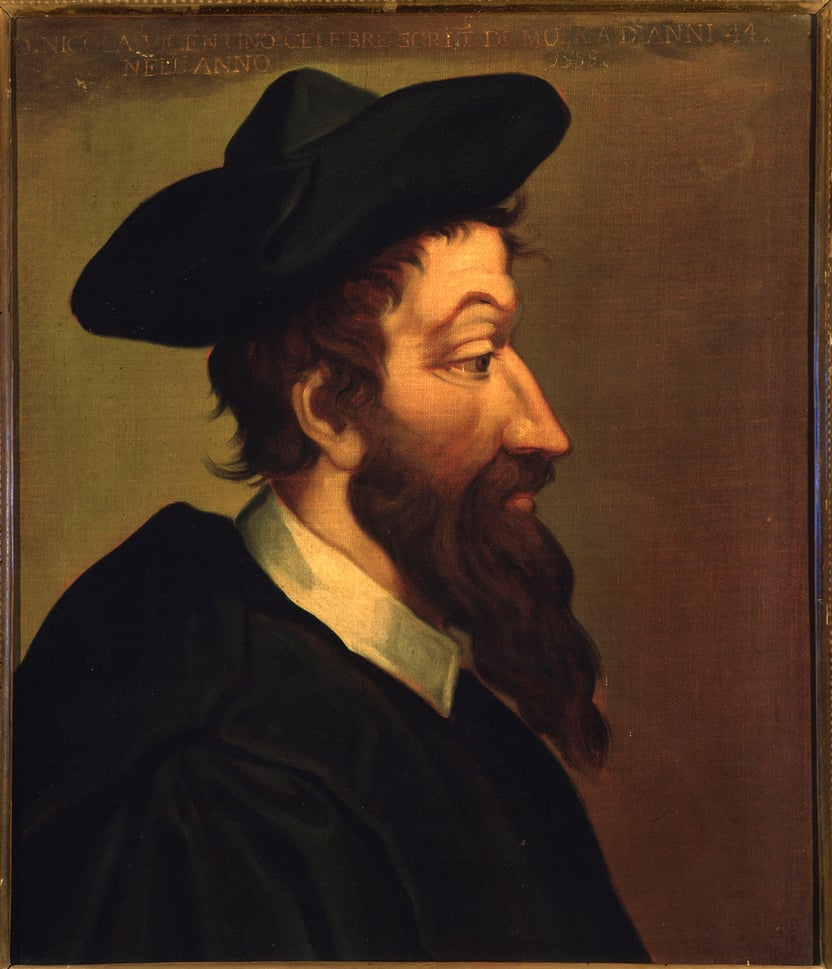
Vicentino

Nicola Vicentino (1511 – 1575 vagy 1576), olasz reneszánsz kori zeneteoretikus és zeneszerző volt.

## Élete
Életéről kevés feljegyzés maradt fenn. Vicenzában született, később Adrian Willaert tanítványa volt Velencében. Az 1530-as évek végén, vagy az az1540-es évek elején Ferrarába költözött. Az 1540-es években már elismert zenésznek számított. Zeneszerzői hírnevét Velencében megjelent madrigáljaival alapozta meg 1546–ben. 1551–ben, Rómában egyik főszereplő volt a 16. század zenetörténelem legfontosabb vitájában, mely közte és Vicente Lusitano között zajlott le. A vita tárgya az ókori Görög zene alkalmazása a kortárs zenében volt.
Egy rövidebb római tartózkodás után, Vicentino visszatért Ferrarába, majd Sieneába költözött. 1563–ban maestro di cappella címet kapta a Vicenzai Katedrálisban, majd egy rövid időre visszatért szülővárosába.  1565–ben Milánóba hívták dolgozni. 1570 körül  Münchenben is járt. Milánóban halt meg az 1575–1576–os pestis járvány idején. Halálának pontos ideje nem ismert.

## Munkái

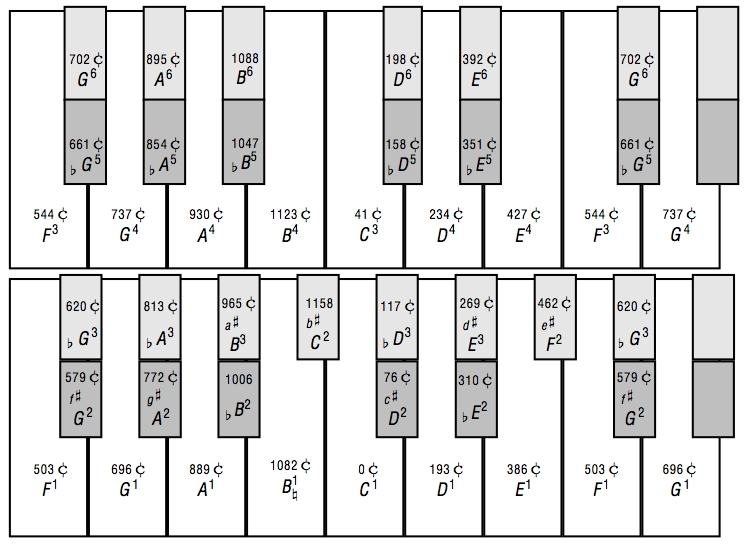
Az archicembalo billentyűzete

Annak ellenére, hogy Vicentino elsősorban mint zeneszerző volt ismert, két könyvet is írt; egyet a madrigál zenéről és a motettáról; a másodikat 1555–ben publikálta az L’antica musica ridotta alla moderna prattica (A régi zene alkalmazása a mai gyakorlathoz) címmel. Ez utóbbiban részletesen kifejtette, hogy az ókori görög zene miért magasabb rendű a kora zenéjénél.
Az 1550-es években musica reservata, nevű kromatikus, diatonikus és enharmonikus zenét előtérben helyező csoport tagja volt.
Vicentino legismertebb találmánya az archicembalo volt, amely a felemelt hangokat megkülönböztette a leszállítottakról. Ez egy olyan billentyűs, a ami zongorához hasonlító hangszer, melyen egy oktáván belül 21 fok található. Vincentino szerint ugyanis a zene iránt támasztott fő követelmény nem annyira a szabályok és az elmélet tiszteletbentartása volt, hanem a szöveg jelentésének a hangsúlyosabbá tétele, a kifejezés hatásossága. Innen, abból az igényből kiindulva, hogy ne menjenek veszendőbe a legkisebb hangzásbeli árnyalatok sem a zenei kifejezés szolgálatában, Vicentino odáig ment, hogy elvetette a temperált hangszereket.